# Porto de Mós

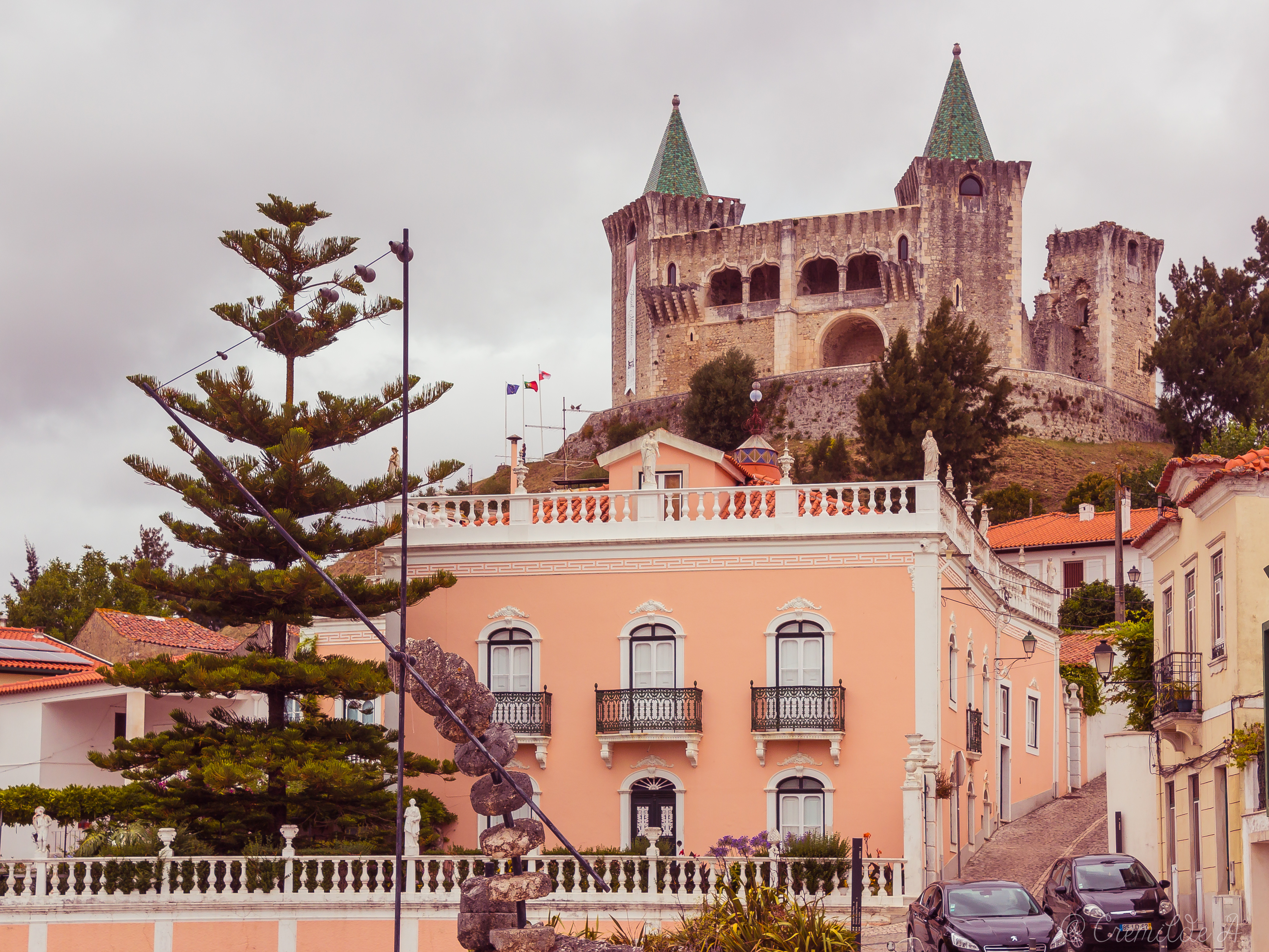
Le château médiéval de Porto de Mós

Porto de Mós est le nom d'une municipalité portugaise et de sa ville chef-lieu, situées dans le district de Leiria. Elle fait partie du Parc Naturel de la Serra de Aires e Candeeiros.
Avec une superficie de 264,88 km2 et une population de 24 342 habitants (2011), la municipalité possède une densité de population de 93,0 hab/km2.
Sur son territoire, dans les champs de São Jorge, freguesia de Calvaria de Cima, s'est déroulée la bataille médiévale de Aljubarrota.

## Patrimoine
- Le Château de Porto de Mós
- Les Grottes de Mira de Aire